# Йозеф Малечек
Йозеф Малечек (чеськ. Josef Maleček; нар. 18 червня 1903, Прага, Австро-Угорщина — пом. 26 вересня 1982, Нью-Йорк, США) — різнобічний чехословацький спортсмен. Брав участь у змаганнях з легкої атлетики, футболу та тенісу. У складі збірної Чехословаччини з тенісу грав у Кубку Девіса 1929. Протягом 1929-1936 років брав участь у турнірах Великого шолома.
Найбільших успіхів досягнув у хокеї. Чотири рази здобував золоті нагороди на чемпіонатах Європи. З 2003 року член зали слави ІІХФ, а з 2008 — зали слави чеського хокею.

## Клубна кар'єра
У 1920 році дебютував у складі празької «Спарти». 1927 року переходить до найсильнішої команди тогочасного чехословацького хокею — ЛТЦ. Беззаперечний лідер клубу свого часу. З ЛТЦ виграв чотири кубка Шпенглера, шість регіональних та два лігових чемпіонату Чехословаччини. Найкращий снайпер турніру 1937 (16 голів) та чемпіонату Богемії і Моравії 1940 (6).
У 1931 отримав запрошення від команди Національної хокейної ліги «Нью-Йорк Рейнджерс», але вирішив залишитися вдома. З 1943 по 1948 рік грав за СК (Братислава), де здебільшого виконував захисні функції. Вважається, що за свою довгу хокейну кар'єру Йозеф Малечек закинув понад 1000 шайб.

## Виступи у збірній
У складі національної збірної був учасником трьох Олімпіад (1924, 1928, 1936). На перших двох турнірах його команда займала п'яте місце, а на іграх у Гарміш-Партенкірхені — четверте.
Брав участь в одиннадцяти чемпіонатах світу та Європи (1924, 1928, 1930, 1931, 1933-1939), а також у шести чемпіонатах Європи (1922, 1923, 1925-1927, 1929). Через травму не грав на світовому чемпіонаті 1932 року. Бронзовий призер чемпіонатів світу 1933, 1938. На чемпіонатах Європи — чотири золоті (1922, 1925, 1929, 1933), чотири срібні (1926, 1936, 1938, 1939) та чотири бронзові нагороди (1923, 1931, 1934, 1935). Найкращий снайпер чемпіонатів 1933 (10), 1935 (12), 1939 (12).
На чемпіонатах світу та Олімпійських іграх провів 74 матчі (62 закинуті шайби), а на чемпіонатах Європи — 24 матчі та 29 голів. Всього у складі збірної Чехословаччини, з 1922 по 1946 рік, провів 107 ігор (114 голів).

## Тренерська діяльність
У 1948 році емігрував з комуністичної Чехословаччини (також Ярослав Дробний, Зденек Марек, Олрджих Забродський). До 1952 року виконував обов'язки граючого тренера «Давоса». В подальшому очолював швейцарський «Цюрих» та німецькі «Ганновер» і «Крефельд».
З 1955 працював редактором на радіо «Вільна Європа». У  1962 році був обраний почесним головою Союзу чехословацьких спортсменів за кордоном.

## Нагороди та досягнення

### Командні
| Нагороди                                    | Команда        | Кіл. | Роки                   |
| ------------------------------------------- | -------------- | ---- | ---------------------- |
| Чемпіонат світу                             |                |      |                        |
| Бронза                                      | Чехословаччина | 2    | 1933, 1938             |
| Чемпіонат Європи                            |                |      |                        |
| Золото                                      | Чехословаччина | 4    | 1922, 1925, 1929, 1933 |
| Срібло                                      | Чехословаччина | 4    | 1926, 1936, 1938, 1939 |
| Бронза                                      | Чехословаччина | 4    | 1923, 1931, 1934, 1935 |
| Кубок Шпенглера                             |                |      |                        |
| Володар                                     | ЛТЦ (Прага)    | 4    | 1929, 1930, 1932, 1937 |
| Чемпіонат Чехословаччини                    |                |      |                        |
| Золото                                      | ЛТЦ (Прага)    | 2    | 1937, 1938             |
| Чемпіонат Чехословаччини (регіональна ліга) |                |      |                        |
| Золото                                      | ЛТЦ (Прага)    | 6    | 1931-1936              |

### Особисті
| Нагороди                           | Кіл. | Роки             |
| ---------------------------------- | ---- | ---------------- |
| Найкращий снайпер чемпіонату світу | 3    | 1933, 1935, 1939 |
| Найкращий снайпер ліги             | 1    | 1937             |
| Член зали слави ІІХФ               | -    | 2003             |
| Член зали слави чеського хокею     | -    | 2008             |